# Voorzitter van de Algemene Vergadering van de Verenigde Naties
De Voorzitter van de Algemene Vergadering van de Verenigde Naties (Engels: President of the United Nations General Assembly) bereidt de vergaderingen voor en treedt op als voorzitter gedurende de vergaderingen van de Algemene Vergadering van de Verenigde Naties. De jaarlijkse sessie begint normaal gesproken op de derde dinsdag van september en duurt tot half december.  Daarnaast zijn er ook speciale en spoedsessies.
De eerste Algemene Vergadering werd voorgezeten door de Belgische minister van Buitenlandse Zaken Paul-Henri Spaak.
De voorzitter wordt per zitting aangesteld, volgens een beurtrol per geopolitieke groep (Afrika, West-Europa plus Oceanië, de Verenigde Staten en Canada, Oost-Europa, Azië en Latijns-Amerika). Daarnaast is omwille van hun eigen politieke kracht, tot heden nog geen voorzitter gekozen van landen als de Verenigde Staten, China, Rusland, Frankrijk, Japan of het Verenigd Koninkrijk.
Nederland en België hebben sinds 1946 elk één voorzitter geleverd. De Belgische Paul-Henri Spaak was de allereerste voorzitter ooit en de Nederlander Eelco Nicolaas van Kleffens heeft de negende zitting van de Algemene Vergadering mogen voorzitten in 1954.
| Sessienummer               | Jaar | Naam van de Voorzitter       | VN lidstaat                    |
| -------------------------- | ---- | ---------------------------- | ------------------------------ |
| 1ste                       | 1946 | Paul-Henri Spaak             | België                         |
| 1ste speciale              | 1947 | Oswaldo Aranha               | Brazilië                       |
| 2de                        | 1947 | Oswaldo Aranha               | Brazilië                       |
| 2de speciale               | 1948 | José Arce                    | Argentinië                     |
| 3de                        | 1948 | Herbert Vere Evatt           | Australië                      |
| 4de                        | 1949 | Carlos P. Romulo             | Filipijnen                     |
| 5de                        | 1950 | Nasrollah Entezam            | Iran                           |
| 6de                        | 1951 | Luis Padilla Nervo           | Mexico                         |
| 7de                        | 1952 | Lester B. Pearson            | Canada                         |
| 8ste                       | 1953 | Vijaya Lakshmi Pandit        | India                          |
| 9de                        | 1954 | Eelco van Kleffens           | Nederland                      |
| 10de                       | 1955 | José Maza                    | Chili                          |
| 1ste spoedzitting          | 1956 | Rudecindo Ortega             | Chili                          |
| 2de spoedzitting           | 1956 | Rudecindo Ortega             | Chili                          |
| 11de                       | 1956 | Wan Waithayakon              | Thailand                       |
| 12de                       | 1957 | Leslie Munro                 | Nieuw-Zeeland                  |
| 3de spoedsessie            | 1958 | Leslie Munro                 | Nieuw-Zeeland                  |
| 13de                       | 1958 | Charles Habib Malik          | Libanon                        |
| 14de                       | 1959 | Víctor Andrés Belaúnde       | Peru                           |
| 4de spoedsessie            | 1960 | Víctor Andrés Belaúnde       | Peru                           |
| 15de                       | 1960 | Frederick Henry Boland       | Ierland                        |
| 3de speciale               | 1961 | Frederick Henry Boland       | Ierland                        |
| 16de                       | 1961 | Mongi Slim                   | Tunesië                        |
| 17de                       | 1962 | Muhammad Zafrullah Khan      | Pakistan                       |
| 4de speciale               | 1963 | Muhammad Zafrulla Khan       | Pakistan                       |
| 18de                       | 1963 | Carlos Sosa Rodriguez        | Venezuela                      |
| 19de                       | 1964 | Alex Quaison-Sackey          | Ghana                          |
| 20ste                      | 1965 | Amintore Fanfani             | Italië                         |
| 21ste                      | 1966 | Abdul Rahman Pazhwak         | Afghanistan                    |
| 5de speciale               | 1967 | Abdul Rahman Pazhwak         | Afghanistan                    |
| 5de spoedsessie            | 1967 | Abdul Rahman Pazhwak         | Afghanistan                    |
| 22ste                      | 1967 | Corneliu Mănescu             | Roemenië                       |
| 23ste                      | 1968 | Emilio Arenales Catalan      | Guatemala                      |
| 24ste                      | 1969 | Angie Elisabeth Brooks       | Liberia                        |
| 25ste                      | 1970 | Edvard Hambro                | Noorwegen                      |
| 26ste                      | 1971 | Adam Malik                   | Indonesië                      |
| 27ste                      | 1972 | Stanisław Trepczyński        | Polen                          |
| 28ste                      | 1973 | Leopoldo Benites             | Ecuador                        |
| 6de speciale               | 1974 | Leopoldo Benites             | Ecuador                        |
| 29ste                      | 1974 | Abdelaziz Bouteflika         | Algerije                       |
| 7de speciale               | 1975 | Abdelaziz Bouteflika         | Algerije                       |
| 30ste                      | 1975 | Gaston Thorn                 | Luxemburg                      |
| 31ste                      | 1976 | Hamilton Shirley Amerasinghe | Sri Lanka                      |
| 32ste                      | 1977 | Lazar Mojsov                 | Joegoslavië                    |
| 8ste speciale              | 1978 | Lazar Mojsov                 | Joegoslavië                    |
| 9de speciale               | 1978 | Lazar Mojsov                 | Joegoslavië                    |
| 10de speciale              | 1978 | Lazar Mojsov                 | Joegoslavië                    |
| 33ste                      | 1978 | Indalecio Liévano            | Colombia                       |
| 34ste                      | 1979 | Salim A. Salim               | Tanzania                       |
| 6de spoedsessie            | 1980 | Salim A. Salim               | Tanzania                       |
| 7de spoedsessie            | 1980 | Salim A. Salim               | Tanzania                       |
| 11de speciale              | 1980 | Salim A. Salim               | Tanzania                       |
| 35ste                      | 1980 | Rüdiger von Wechmar          | Bondsrepubliek Duitsland       |
| 8ste spoedsessie           | 1981 | Rüdiger von Wechmar          | Bondsrepubliek Duitsland       |
| 36ste                      | 1981 | Ismat T. Kittani             | Irak                           |
| 7de spoedsessie - vervolg  | 1982 | Ismat T. Kittani             | Irak                           |
| 9de spoedsessie            | 1982 | Ismat T. Kittani             | Irak                           |
| 12de speciale              | 1982 | Ismat T. Kittani             | Irak                           |
| 37ste                      | 1982 | Imre Hollai                  | Hongarije                      |
| 38ste                      | 1983 | Jorge E. Illueca             | Panama                         |
| 39ste                      | 1984 | Paul J. F. Lusaka            | Zambia                         |
| 40ste                      | 1985 | Jaime de Piniés              | Spanje                         |
| 13de speciale              | 1986 | Jaime de Piniés              | Spanje                         |
| 41ste                      | 1986 | Humayun Rashid Choudhury     | Bangladesh                     |
| 14de speciale              | 1986 | Humayun Rashid Choudhury     | Bangladesh                     |
| 42ste                      | 1987 | Peter Florin                 | Duitse Democratische Republiek |
| 15de speciale              | 1988 | Peter Florin                 | Duitse Democratische Republiek |
| 43ste                      | 1988 | Dante Maria Caputo           | Argentinië                     |
| 44ste                      | 1989 | Joseph Nanven Garba          | Nigeria                        |
| 16de speciale              | 1989 | Joseph Nanven Garba          | Nigeria                        |
| 17de speciale              | 1990 | Joseph Nanven Garba          | Nigeria                        |
| 18de speciale              | 1990 | Joseph Nanven Garba          | Nigeria                        |
| 45ste                      | 1990 | Guido de Marco               | Malta                          |
| 46ste                      | 1991 | Samir S. Shihabi             | Saoedi-Arabië                  |
| 47ste                      | 1992 | Stoyan Ganev                 | Bulgarije                      |
| 48ste                      | 1993 | Samuel Insanally             | Guyana                         |
| 49ste                      | 1994 | Amara Essy                   | Ivoorkust                      |
| 50ste                      | 1995 | Diogo Freitas do Amaral      | Portugal                       |
| 51ste                      | 1996 | Razali Ismail                | Maleisië                       |
| 10de spoedsessie           | 1997 | Razali Ismail                | Maleisië                       |
| 19de speciale              | 1997 | Razali Ismail                | Maleisië                       |
| 52ste                      | 1997 | Hennadiy Udovenko            | Oekraïne                       |
| 10de spoedsessie - vervolg | 1998 | Hennadiy Udovenko            | Oekraïne                       |
| 20ste speciale             | 1998 | Hennadiy Udovenko            | Oekraïne                       |
| 53ste                      | 1998 | Didier Opertti Badan         | Uruguay                        |
| 10de spoedsessie - vervolg | 1999 | Didier Opertti Badan         | Uruguay                        |
| 21ste speciale             | 1999 | Didier Opertti Badan         | Uruguay                        |
| 54ste                      | 1999 | Theo-Ben Gurirab             | Namibië                        |
| 22ste speciale             | 1999 | Theo-Ben Gurirab             | Namibië                        |
| 23ste speciale             | 2000 | Theo-Ben Gurirab             | Namibië                        |
| 24ste speciale             | 2000 | Theo-Ben Gurirab             | Namibië                        |
| 55ste                      | 2000 | Harri Holkeri                | Finland                        |
| 10de spoedsessie - vervolg | 2000 | Harri Holkeri                | Finland                        |
| 25ste speciale             | 2001 | Harri Holkeri                | Finland                        |
| 26ste speciale             | 2001 | Harri Holkeri                | Finland                        |
| 56ste                      | 2001 | Han Seung-soo                | Zuid-Korea                     |
| 57ste                      | 2002 | Jan Kavan                    | Tsjechië                       |
| 58ste                      | 2003 | Julian Hunte                 | Saint Lucia                    |
| 59ste                      | 2004 | Jean Ping                    | Gabon                          |
| 60ste                      | 2005 | Jan Eliasson                 | Zweden                         |
| 61ste                      | 2006 | Haya Rashed Al-Khalifa       | Bahrein                        |
| 62ste                      | 2007 | Srgjan Asan Kerim            | Macedonië                      |
| 63ste                      | 2008 | Miguel d'Escoto Brockmann    | Nicaragua                      |
| 64ste                      | 2009 | Ali Abdussalam Treki         | Libië                          |
| 65ste                      | 2010 | Joseph Deiss                 | Zwitserland                    |
| 66ste                      | 2011 | Nassir Abdulaziz Al-Nasser   | Qatar                          |
| 67ste                      | 2012 | Vuk Jeremić                  | Servië                         |
| 68ste                      | 2013 | John William Ashe            | Antigua en Barbuda             |
| 69ste                      | 2014 | Sam Kutesa                   | Oeganda                        |
| 70ste                      | 2015 | Mogens Lykketoft             | Denemarken                     |
| 71ste                      | 2016 | Peter Thomson                | Fiji                           |
| 72ste                      | 2017 | Miroslav Lajčák              | Slowakije                      |
| 73ste                      | 2018 | María Fernanda Espinosa      | Ecuador                        |
| 74ste                      | 2019 | Tijjani Muhammad-Bande       | Nigeria                        |
| 75ste                      | 2020 | Volkan Bozkır                | Turkije                        |
| 76ste                      | 2021 | Abdulla Shahid               | Malediven                      |
| 77ste                      | 2022 | Csaba Kőrösi                 | Hongarije                      |
| 78ste                      | 2023 | Dennis Francis               | Trinidad en Tobago             |
| 79ste                      | 2024 | Philémon Yang                | Kameroen                       |